# Новые приключения капитана Врунгеля
«Новые приключения капитана Врунгеля» — советский художественный фильм 1978 года, снятый Третьим творческим объединением на Ялтинском филиале Центральной киностудии детских и юношеских фильмов имени М. Горького «по воспоминаниям» о повести А. Некрасова «Приключения капитана Врунгеля».
Из оригинального произведения в фильм попали только капитан Врунгель, помощник Лом, яхта «Беда» и отдельные эпизоды. В титрах значится: «по воспоминаниям о повести». В фильме сатирически изображён капитализм, его стремление всё роботизировать и механизировать.

## Сюжет
В средней школе № 12 города Гурзуфа на уроке английского языка учительница дала ребятам задание написать сочинение на тему «Как я провёл лето» — «The summer holiday». Пионер Вася Лопотухин, герой ещё одного будущего фильма, раскрыл тетрадь и начал фантазировать. Его мечты занимают почти весь сюжет фильма.

### Фантазии Лопотухина
Все газеты бьют тревогу: в Бермудском треугольнике, районе Атлантического океана, исчезают с людьми воздушные и морские суда. Вася Лопотухин решает, что разгадать эту тайну может лишь бравый капитан Христофор Бонифатьевич Врунгель, который давно уже удалился от морских дел и скромно работает аптекарем. Притворившись покупателем, Вася подсовывает в киоск Врунгеля книгу о его былых приключениях. Также он заходит к своему другу-грузину Лому — бывшему старшему помощнику капитана, который теперь служит банщиком — и показывает ему газеты с сообщениями о Бермудском треугольнике. Разгневанный Лом приходит к Врунгелю и убеждает его, что нужно срочно снаряжать экспедицию по раскрытию тайны исчезновений. Христофор Бонифатьевич, находясь в состоянии ностальгии после прочитанной книги, не сразу, но соглашается. При этом он ставит условие: Лом должен за три дня выучить английский язык.
В день отправления капитан Врунгель произносит речь и в запале ударяет кулаком по кромке борта своей яхты «Победа», в результате чего две первых буквы отваливаются и название меняется на «Беда». Лопотухин тайком прокрадывается на корабль, чтобы тоже стать членом экспедиции. Обнаруживший его Врунгель требует объяснений, но романтичный по натуре Вася рассказывает капитану о том, что очень хочет стать моряком. Христофор Бонифатьевич решает оставить его на яхте в качестве юнги.
Внезапно об экспедиции становится известно пожилому предпринимателю и президенту иностранной корпорации «Want and Sons Company» сэру Ванту. Он обращается к своему помощнику Блоку Сайленту, требуя объяснить цель плавания «Беды». Блок запускает компьютеры, которые выдают неожиданный ответ: путешествие Врунгеля и его команды грозит разорением и гибелью для корпорации. Не желающие этого Вант и Сайлент приказывают своему человеку — агенту Свирепому Гарри — тайно устранить яхту вместе с экипажем. Гарри, получивший за это большие деньги, начинает операцию «Титаник».
Лопотухин замечает посреди воды одинокую лодку с находящимся в ней пожилым человеком. Врунгель и Лом спасают старика (а на деле — переодетого и замаскировавшегося Свирепого Гарри), который рассказывает, что он якобы является «единственным спасшимся» пассажиром столкнувшегося с айсбергом «Титаника». В это время по радио передают, что экспедиции Врунгеля пытается помешать Свирепый Гарри. Агент разбивает радио палкой, мотивируя это тем, что совсем «ослаб». Капитан и старший помощник отправляют незнакомца в каюту, чтобы он там отдохнул. Однако Вася, заподозрив неладное, разоблачает старика как Свирепого Гарри, который уже собрался взорвать яхту. Агенту приходится скрыться несолоно хлебавши.
Разъярённые сэр Вант и Сайлент приказывают Гарри продолжить преследование «Беды», которая как раз подплывает к Аравийскому полуострову, чтобы пополнить запасы пресной воды. Агент, начавший операцию «Али-Баба», переодевается в заклинателя змей, случайно устраивает на рынке взрыв (из-за прохудившейся канистры с бензином) и сваливает всю вину на экипаж яхты. Врунгель, Лом и Лопотухин уплывают от рассерженных торговцев, которые отправились за ними в погоню на лодке. Однако те уже догоняют их, и тогда капитан принимает решение — достать из трюма шампанское. Использовав залпы бутылок в качестве реактивного двигателя, друзья уходят от погони. Однако Гарри с берега стреляет (опять случайно!) в яхту из пушки, и корабль взрывается. Агент, уверенный, что выполнил поручение, заявляется к сэру Ванту. Тот предоставляет ему отпуск и рекомендует отправиться отдыхать в африканский курортный город Мамайка.
Однако Врунгель и Лом живы, а вот Вася и яхта бесследно исчезли. На груде оставшихся досок капитан и старший помощник доплывают до Мамайки, где их принимают сначала за сёрфингистов, а затем за артистов, которые должны дать концерт. Врунгель и Лом соглашаются на время стать музыкантами, однако на концерте их замечает Свирепый Гарри, который начинает операцию «Саксофон». Его подручный, также находящийся на концерте под видом обычного зрителя, начинает драку с другими отдыхающими, однако агент зря ликует, так как избивают и его. Вант и Сайлент отстраняют избитого Гарри от выполнения задания.
Врунгель и Лом, сидя на пляже, неожиданно видят свою «Беду» и Лопотухина. Оказывается, того выбросило на остров, который он сперва принял за необитаемый, пока не встретил аборигенов, которые помогли ему восстановить яхту, а вместо поломанной мачты поставили живую пальму. На отремонтированном корабле экипаж снова отправляется к Бермудскому треугольнику, однако совсем недалеко от него заблуждается и попадает в задымлённый мегаполис, в котором как раз находится корпорация сэра Ванта. Сайлент, узнав об этом, начинает операцию «Брусника». Он приглашает команду выпить чаю с брусничным вареньем и побеседовать. По пути в фирму он показывает им город, который производит ошеломлённое впечатление на экипаж — в нём нету ни одного живого человека, лишь роботы; всё заполонили машины, воздух загажен, а природа сплошь искусственная. Сэр Вант предлагает Врунгелю продать ему яхту за любую цену, но тот отказывается. Блок Сайлент решает, что пора пить чай, однако Лопотухин раскрывает коварные планы жуликов — чай может взорвать того, кто осмелится его выпить. Вант, понимая, что его тайна раскрыта, приказывает Сайленту и бандитам схватить экипаж. Однако Вася с помощью рогатки разбивает фотоэлементы, из-за чего всё здание оказывается затоплено пеной, корпорация разоряется, а сэр Вант сходит с ума.
Христофор Бонифатьевич, Лом и Лопотухин уплывают к треугольнику, чтобы окончательно закончить разгадку тайны. Пытавшийся в одиночку помешать им Свирепый Гарри чуть не погибает из-за своей злости, однако экипаж спасает его. Но «Беда» попадает в самый центр Бермудского треугольника, где начинают происходить разные катаклизмы — вода становится цветной, а экипаж неожиданно перемещается в телестудию Гурзуфа, где Лопотухин, ставший известным учёным Василием Ивановичем, даёт интервью репортёру, в котором объясняет происшествия в районе треугольника. Оказывается, корпорация сэра Ванта грабила оказавшиеся там суда и людей, а в СМИ пускала ложную информацию о якобы происходящих там исчезновениях. Теперь экипаж «Беды» отправляется разгадывать тайну Атлантиды, а Вася заслуживает уважение и любовь своей одноклассницы Кати Малаховой, которой писал во время всего путешествия и которая раньше не верила ни одному его слову.

### Конец урока
Урок закончился, а размечтавшийся Лопотухин написал лишь одно предложение — «Море смеялось…». Катя подтрунивает над ним, на что Вася лишь улыбается.

## В ролях
- Аркадий Маркин — Вася Лопотухин
- Михаил Пуговкин — Христофор Бонифатьевич Врунгель, капитан дальнего плавания
- Зураб Капианидзе — Лом, старший помощник капитана
- Сергей Мартинсон — Сэр Вант, главарь бандитов
- Владимир Басов — Блок Сайлент, помощник Сэра Ванта
- Савелий Крамаров — Свирепый Гарри, агент-гангстер
- Аркадий Маркин — Вася (Василий Иванович) Лопотухин, юнга
- Ксения Турчан — Катя Малахова, одноклассница Лопотухина
- Рудольф Рудин — Серафим Наждак, репортёр

Роль Савелия Крамарова является последней в отечественном кинематографе периода до его эмиграции.
Интересно, что в фильме встретились два «Дуремара» ― Сергей Мартинсон и Владимир Басов, игравшие эту роль в экранизациях «Золотого ключика» 1939 и 1975 годов соответственно.

## Съёмочная группа
- Сценарий — Александра Хмелика по воспоминаниям о повести А. Некрасова
- Государственный симфонический оркестр кинематографии
  - Дирижёр — Владимир Васильев
- Редактор — В. Погожева
- Текст песен — Юрия Энтина
- Мультипликация Юрия Смирнова
- Песня о Парусе — Владимира Литровника на стихи Риммы Казаковой

## Производство
Съёмки фильма проходили с июня по сентябрь 1978 года в районе Ялты, Гурзуфа, Никитского ботанического сада; возле горы Аю-Даг были сняты все морские эпизоды. Шхуна «Беда» была переоборудована из рыболовецкой фелюги под руководством инженера-постановщика и декоратора Валерия Павлотоса.

## Награды
В 1979 году фильм получил главный приз за программу советских фильмов («Осенние колокола», «Шла собака по роялю», «Новые приключения капитана Врунгеля») на XVII Международном кинофестивале детских фильмов в Хихоне (Испания).